# The Night Chicago Died
The Night Chicago Died – utwór brytyjskiego zespołu Paper Lace z roku 1974 napisany przez Petera Callandera i Mitcha Murraya.
17 sierpnia 1974 piosenka osiągnęła pierwsze miejsce na amerykańskiej Billboard Hot 100 i utrzymała się na nim przez tydzień. W Wielkiej Brytanii utwór osiągnął miejsce trzecie. Tekst piosenki opowiada o fikcyjnej strzelaninie, jaka miała miejsce w Chicago między policją a gangsterami Ala Capone'a.